# Steinbach (Halver)
Steinbach ist eine Ortschaft in Halver im Märkischen Kreis im Regierungsbezirk Arnsberg in Nordrhein-Westfalen (Deutschland).

## Lage und Beschreibung
Steinbach liegt auf 310 Meter über Normalnull nordöstlich des Halveraner Hauptortes an der Mündung des Steinbachs in die Hälver. Der Ort ist über die Landesstraße L868 zu erreichen; bei dem Heesfelder Hammer zweigt eine Zufahrt ab, die in Form eines Straßendorfs bis zum historischen Ortskern von moderner Wohnbebauung eingerahmt wird.
Weitere Nachbarorte sind Wiene, Carthausen, Bruch, Lömmelscheid, die Heesfelder Mühle und In der Hälver. Südlich erhebt sich die 350 Meter über Normalnull hohe Susannenhöhe, auch in den anderen Himmelsrichtungen ist Steinbach aufgrund seiner Tallage von zahlreichen Anhöhen umgeben.

## Geschichte
Steinbach wurde erstmals 1557 urkundlich erwähnt, die Entstehungszeit der Siedlung wird aber für den Zeitraum zwischen 1200 und 1300 am Ende der mittelalterlichen Rodungsperiode vermutet. Steinbach war ein Abspliss der Hofschaft Carthausen.
1818 lebten neun Einwohner im Ort. 1838 gehörte Steinbach der Oeckinghauser Bauerschaft innerhalb der Bürgermeisterei Halver an. Der laut der Ortschafts- und Entfernungs-Tabelle des Regierungs-Bezirks Arnsberg als Ackergut kategorisierte Ort besaß zu dieser Zeit ein Wohnhaus, zwei Fabriken bzw. Mühlen und ein landwirtschaftliches Gebäude. Zu dieser Zeit lebten zwölf Einwohner im Ort, allesamt evangelischen Glaubens.
Das Gemeindelexikon für die Provinz Westfalen von 1887 gibt eine Zahl von 24 Einwohnern an, die in vier Wohnhäusern lebten.
Steinbach besaß einen Haltepunkt an der Hälvertalbahn.